# Павлівка (Звенигородський район)
Павлі́вка — село в Україні, у Звенигородському районі Черкаської області, підпорядковане Багачівській сільській раді. Населення — 85 чоловік (2009).

## Історія
Село засноване в 1813 році поміщиком Фундуклеєм, передавалося близько восьми разів у подарунок та в спадщину членам сімей барона Врангеля. Останній раз подароване племіннику князя Куракіна
Казиміру Фомичу Готейку, який проживав Варшаві. В селі на той час було 80 дворів. Усього в користуванні селян було 200 десятин землі разом з невдобами, зосереджених у руках купки багатіїв (Педан Андрій мав 6 десятин).
У 1917 році кількість дворів зросла до 112. У 1928 році жителі села організували артіль. Першими організаторами були Г. Н. Червона, Г. І. Шевченко, Д. Ф. Заховайко, Д. Н. Безверха, П. П. Дяченко. В селі був ставок, фруктовий сад.
Село постраждало внаслідок геноциду українського народу, проведеного окупаційним урядом СССР 1923-1933 та 1946-1947 роках.

## Особистості
В селі народився Кротевич Євген Володимирович — український мовознавець і педагог.